# Femmøller Efterskole
Femmøller Efterskole er en moderne efterskole beliggende i Femmøller, ved Ebeltoft i Syddjurs Kommune. Efterskolen tilbyder linjefag i eSport, design: tegning & tekstil, styling: frisør, kosmetolog & makeup artist, performance: emusik, rytmisk musik & teater. Efterskolen har plads til 92 elever i 9. - , 10. klasse eller på den prøvefri Projekt 10 klasse.
Vandrestien Den Italienske Sti i Nationalpark Mols Bjerge begynder umiddelbart overfor skolen. Her er det ligeledes muligt at starte på tre af de fire etaper, som udgør Mols Bjerge-stien.

## Historie
Skolen blev stiftet 21. oktober 1984 som en uafhængig selvejende undervisningsinstitution. Skolen flyttede ind i det store badehotel i Femmøller, som blev opført i 1909 som et af landets første. Efterskolen modtog elever første gang i sommeren 1986. Skolens fokusområder er styling, e-musik, musik, teater, design, sociale medier og e-sport.